# John Severinson
John Severinson, född 1983 i Stockholm, Sverige, var tidigare chefredaktör och ansvarig utgivare för den svenska spelsidan FZ sedan den köptes upp av förlaget Hjemmet Mortensen i juli 2006. John Severinson var innan dess redaktionschef och innan det skribent hos spelsidan sedan 1998 då den fortfarande hette FragZone.
Idag arbetar han med mediesamarbeten för Facebook i Sverige. 